# Реполово (Ханты-Мансийский автономный округ)
Реполово — село в России, находится в Ханты-Мансийском районе, Ханты-Мансийского автономного округа — Югры. Входит в состав сельского поселения Сибирский.

## Климат
Климат резко континентальный, зима суровая, с сильными ветрами и метелями, продолжающаяся семь месяцев. Лето относительно тёплое, но быстротечное.

## История
Сведения, относящиеся к Реполовскому погосту, составленные в 40-е гг. XVIII в. естествоиспытателем и путешественником Г.Ф. Миллером, возможно относятся и к селу Реполово:
Реполовской погост, на западном берегу, в 2 верстах от предыдущей речки и в 30 верстах от дер. Тулиной, а от Самарова, по общим свидетельствам, в 100 верстах. Имеет построенную для остяков церковь Воздвижения креста Господня и, помимо жилищ церковных служителей, 5 ямщицких дворов, которые являются последними из относящихся к Самаровскому яму.
В 1926 г. в селе Реполово было 185 домохозяйств, в которых проживало 703 чел., из них 695 чел. или 98,9% - были русские.

## Население
| 2010 |
| ---- |
| 405  |